# No Place Like BKLYN
No Place Like BKLYN – album Jeannie Ortegi, wydany 1 sierpnia 2006.
Lista utworów:
1. Crowded - (featuring Papoose) - 3:07
2. Pay It - (featuring Kovas) - 3:23
3. Green I'z - 3:25
4. Can U? - (featuring Quan) - 3:18
5. So Done - 3:18
6. Let It Go - 4:00
7. What I Need - 3:37
8. It's R Time - (featuring Gemstar/N.O.R.E./Big Mato) - 5:00
9. Bling - 2:59
10. Hear Me - 3:47
11. Don't Stop - 3:42
12. So Done Remix - (featuring Papoose) - 4:09 (Digital Download Bonus)

## Listy przebojów
| Notowanie (2006)     | Pozycja na liście |
| -------------------- | ----------------- |
| U.S. Billboard 200   | 127               |
| U.S. Top Heatseekers | 1                 |
| UK Albums Chart      | TBR               |
| iTunes Albums chart  | 48                |
| iTunes Pop chart     | 6                 |